# Миленијумски мост (Лондон)
Лондонски Миленијумски пешачки мост (енгл. London Millennium Footbridge) је тренутно најмлађи лондонски мост преко Темзе. Налази се у Граду Лондону, између Садарк моста низводно и Блекфрајарс моста узводно, у непосредној близини Тејт Модерн галерије и катедрале светог Павла. Мост је у власништву добротворне организације коју надгледа Корпорација Лондона

## Дизајн моста
Дизајн моста је био предмет јавног конкурса који је организовала општина Садарк. Победничко решење је понудио тим у саставу групе Аруп, Фостера и Партнера, и сер Антони Кароа. Мост је, због ограничења у минималној висини, комбиновано висећи мост челичне конструкције са алуминијумском платформом за прелазак. Укупна дужина му је 325 метара, које премошћава између обала и два носећа бетонска стуба у деоницама од 88, 144 и 108 метара. Носећих каблова је укупно осам и они су повезани са основама моста на обе обале. Свака од основа трпи комбиновану снагу каблова од 2.000 тона што је довољна да подржи и теоретски максимално оптерећење од 5.000 пешака истовремено.

## Историја
Иако најмлађи мост у Лондону, Миленијумски мост има контроверзно богату историју. Конкурс за изградњу моста је отворен 1996. а изградња је отпочела 28. априла 1999. Мост је отворен са 2 месеца закашњења, 10. јуна 2000. при чему је његова изградња прекорачила буџет за око 2,2 милиона фунти што је укупне трошкове подигло на 18,2 милиона фунти. Међутим, већ првог дана по отварању примећено је да је мост подложан латералним вибрацијама услед његовог резоновања прилико преласка већег броја људи. Првобитно је покушано увођење ограничења људи који смеју истовремено да прелазе мост али је ово довело до стварања великих гужви, док није смањило ни вибрације ни ентузијазам јавности да почне са коришћењем моста. Услед страха надлежних за безбедност како пешака тако и речног саобраћаја, мост је затворен 12. јуна, након само 3 дана употребе. Ово је довело до великог незадовољства јавности која је видела нови мост као још један од неуспелих миленијумских пројеката Лондона у истој линији са Миленијумском куполом која је већ тада сматрана фијаском.
Тим инжињера је након затварања приступио анализи проблема. Јасно је било да се ради о проблему хармонијских осцилација који је био познат мостоградитељима још од урушавања Такома Нероус моста. Међутим, компјутерске симулације коју су претходиле почетку изградње нису предвиделе оваква колебања моста. Иницијалне претпоставке су налазиле кривца у необично узаном профилу моста за шта су многи сматрали да фаворизује латерална померања. Међутим, Аруп је показао да је појава хармонијских осцилација могућа у сваком мосту овог типа који је подложан великом промету и природној реакцији пешака на помераје моста. Након темељних анализа проблем је решен уградњом 37 хидрауличких пригушивача за расипање енергије (чиме је решен проблем хоризонталних колебања) и 52 хармонијска инерцијална апсорбера (за решавање латералних померања). Мост је ради уградње истих био затворен 7 месеци а њихова укупна цена је достигла 5 милиона фунти. Мост је поновно предат на коришћење 22. фебруара 2002. Од тада је затворен само једном, 18. јануара 2007. за време олује Кирил, због страха од налета ветра на пешаке.